# 겐가 아킨너베

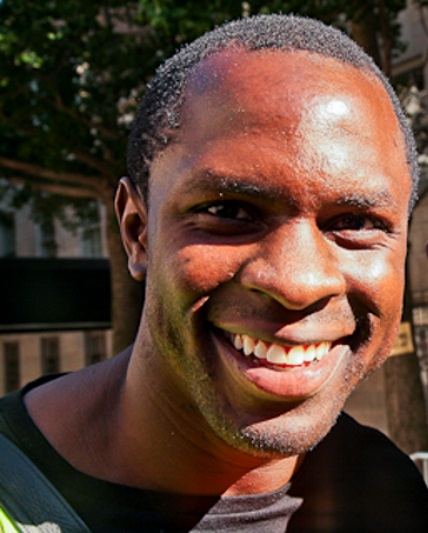

벵가 아키나베(Gbenga Akinnagbe, 1978년 12월 12일 ~ )는 미국의 배우, 각본가, 영화 제작자이다.
워싱턴 D.C.에서 태어났다.

## 출연 작품
- 운명의 하루 (2019년)
- 에그 (2018년)
- 크라운 하이츠 (2017년)
- 하트, 베이비 (2017년) - 조지 역
- 디투어 (2016년)
- 인디펜던스 데이: 리써전스 (2016년)
- 너클헤드 (2015년)
- 포트 블리스 (2014년) - 붓처 병장 역
- 팬텀 헤일로 (2014년)
- 몰:데이투킬 (2014년)
- 홈 (2013년) - 잭 역
- 스위트, 스위트 컨츄리 (2013년)
- 빅 워즈 (2013년) - 제임스 역
- 몽유병자 (2012년) - 알렉스 챈들러 역
- 오버나이트 (2012, Overnight) - 티엠제이 역
- 로터리 티켓 (2010년)
- 엣지 오브 다크니스 (2010년) - 다시 존스 형사 역
- 펠햄 123 (2009년)
- 새비지스 (2007년) - 지미 역
- 그들은 고기로 만들어졌다 (2005년) - 멀린 역

### 텔레비전
- 더 와이어 (2004-08)
- 콘빅션 (2006)
- 굿 와이프 (2010-15)
- 대미지 (2012)
- 그레이스랜드 (2013)
- 24 (2014)
- 팔로잉 (2015)
- 더 듀스 (2017-18, The Deuce)